# Khalid Jolit
Khalid Hassan Ali Jolit (ur. 27 października 1981) – piłkarz sudański grający na pozycji środkowego obrońcy.

## Kariera klubowa
Piłkarską karierę Jolit rozpoczął w klubie Al-Hilal Omdurman. W jego barwach zadebiutował w pierwszej lidze. Swój pierwszy sukces osiągnął z nim w 1999 roku, gdy wywalczył swoje pierwsze mistrzostwo Sudanu. Natomiast rok później zdobył pierwszy w karierze Puchar Sudanu. Z kolei w 2003 roku po raz drugi został mistrzem kraju, a w 2004 roku sięgnął po dublet. Zdobycie prymatu w kraju powtarzał z klubem z Omdurmanu przez kolejne lata aż do roku 2007.

## Kariera reprezentacyjna
W reprezentacji Sudanu Jolit zadebiutował w 2003 roku. W 2008 roku został powołany przez selekcjonera Mohameda Abdallaha do kadry na Puchar Narodów Afryki 2008.